# Pomyków (Samostrzałów)
Pomyków – część wsi Samostrzałów w Polsce, położona w województwie świętokrzyskim, w powiecie pińczowskim, w gminie Kije.
W latach 1975–1998 Pomyków administracyjnie należał do województwa kieleckiego.